# Berger See
Berger See är en sjö i Österrike.   Den ligger i förbundslandet Tyrolen, i den centrala delen av landet, 300 kilometer väster om huvudstaden Wien. Berger See ligger 2 170 meter över havet.